# Escrúpulo (unidad de medida)
La palabra escrúpulo (del latín, scrupulus, diminutivo de scrupus, ‘piedrecilla’) designa varias unidades de medida.
El escrúpulo (en inglés apothecary scruple) era una unidad de medida utilizada en farmacia para pesar ingredientes de los medicamentos. 
En el siglo XVIII los antiguos boticarios pesaban en libras, onzas, dracmas y escrúpulos. La relación entre ellas era la siguiente: una libra pesaba doce onzas, la onza ocho dracmas, la dracma tres escrúpulos, y el escrúpulo veinte granos. Además, se usaban el óbolo y el carácter, que equivalían a doce y cuatro granos, respectivamente.
El escrúpulo podía tener diferentes valores en cada país: en España y Portugal, un escrúpulo equivalía a 24 granos (pesando 1,55517384 gramos), mientras que en el sistema imperial inglés correspondía a 20 granos (1,2959782 gramos).
En astronomía, un escrúpulo es el resultado de dividir en sesenta partes un grado de círculo.